# 서울소의초등학교
서울소의초등학교는 대한민국 서울특별시 마포구 아현동에 있는 공립 초등학교이다.

## 학교 연혁
- 1933년 11월 1일 경성남자공립심상고등소학교 개교
- 1941년 4월 1일 경성남자공립국민학교로 교명 변경
- 1945년 11월 1일 서울남자공립국민학교 개교
- 1948년 4월 1일 서울소의국민학교로 개칭
- 1996년 3월 1일 서울소의초등학교로 개칭
- 2000년 6월 20일 학교 재건축 준공
- 2001년 3월 5일 실내 수영장 개장
- 2013년 1월 26일 Wee클래스 교실 구축
- 2014년 2월 25일 교실 및 복도 바닥교체 완료
- 2014년 9월 20일 서울시교육감배 프라잉디스크대회(얼티미트부문) 우승
- 2015년 8월 20일 체육관 바닥교체 공사
- 2015년 10월 6일 야외 연못공원 휴게 공간 리모델링
- 2015년 11월 2일 서부교육지원청 영어드라마페스티벌 드라마상
- 2016년 2월 12일 제71회 졸업(109명, 누계 27612명)
- 2016년 3월 1일 25학급 편성 (특수 2학급 포함)
- 2016년 3월 1일 제27대 조준형 교장 부임
- 2016년 3월 10일 교장실, 행정실, 회의실 이전 및 리모델링 완료
- 2016년 3월 31일 화단 흙 교체 및 수목 식수 작업
- 2016년 5월 31일 교무실 리모델링 및 장학도서 책장 구입, 과학 자료실 정비 및 자료대 교체
- 2017년 2월 17일 제72회 졸업(100명, 누계 27712명)
- 2017년 3월 1일 25학급 편성 (특수 1학급 포함)
- 2017년 8월 16일 운동장 스탠드 차양 설치, 급식실 식당 바닥타일 교체
- 2018년 2월 13일 제73회 졸업(77명, 누계 27789명)
- 2018년 2월 19일 소규모시설(연못, 회화나무, 기계실, 급식실) 보수공사
- 2018년 3월 1일 24학급 편성 (특수 1학급 포함)
- 2018년 10월 25일 무선 인프라구축
- 2019년 2월 15일 제74회 졸업(104명, 누계 27893명)
- 2023년 11월 1일 개교 90주년

## 참고 자료
- 서울소의초등학교 - 한국교육학술정보원 학교알리미